# Lakhdar Belaïd
Pour les articles homonymes, voir Belaïd.
Lakhdar Belaïd, né le 13 mai 1964 à Roubaix dans le Nord, est un écrivain, journaliste et essayiste français, auteur de roman policier.

## Biographie
Fils d'immigrés algériens arrivés en France en 1951, il fait ses études à Roubaix, puis à Lille où il obtient une licence d'anglais. Il part un an en Irlande du Nord, puis revient reprendre ses études à l'école de journalisme de Bordeaux. Il travaille successivement à Nord Éclair, La Voix du Nord, L’Événement du jeudi, Le Nouvel Observateur, RFI, France-Soir.
En 2000, il publie son premier roman Sérail killers, premier tome d'une série où il met en scène deux jeunes beurs, nés à Roubaix. Karim Khodja est journaliste au quotidien Nord Info et le lieutenant de police Bensalem, surnommé Rebeucop. S'ils se connaissent depuis leur enfance, les trajectoires de leurs familles respectives font qu’ils se détestent. Le père du premier fut un combattant pour l'indépendance de l'Algérie, alors que le père du second est resté dans l’armée française. Néanmoins, ils unissent leurs efforts pour mener l'enquête sur le meurtre d'un dealer retrouvé dans le coffre d'une voiture.
En 2008, il publie un récit Mon père, ce terroriste en hommage à son père, militant nationaliste, responsable du MNA de Messali Hadj dans le Nord de la France.

## Œuvre

### Romans

#### SérieLieutenant Bensalem et Karim Khodja
- Sérail killers, Série noire no 2587, 2000, réédition Folio policier no 285, 2003
- Takfir sentinelle, Série noire no 2642, 2002
- Les Fantômes de Roubaix, collection Polars en Nord, Ravet-Anceau, 2011
- Fiché [S], French Pulp éditions (2020)  (ISBN 979-1-02510-900-7)

#### Autre roman policier
- Worldtrade cimeterre, Le Cherche midi, 2006 (préface de Didier Daeninckx)

### Autre ouvrage
- Mon père, ce terroriste, Éditions du Seuil, 2008 (préface de Benjamin Stora; postface de Jean-René Genty).

### Essais
- Demain l'Algérie, 1995 (ouvrage collectif)
- Bilan de l'activité citoyenne dans l'immigration en France, 1997
- Il n'y avait rien de plus terrible que son regard, éditions Syllepse, 2005 (ouvrage collectif)

## Sources
- Claude Mesplède (dir.), Dictionnaire des littératures policières, vol. 1 : A - I, Nantes, Joseph K, coll. « Temps noir », 2007, 1054 p. (ISBN 978-2-910-68644-4, OCLC 315873251), p. 190.